# 他们诗群
1985年于坚、韩东等创办了《他们》诗刊，形成了对第三代诗群产生重要影响的他们诗群。
他们诗群的代表诗人韩东认为“诗到语言为止”，于坚则强调口语写作的重要性，他们的作品对中国现代诗歌的发展产生了积极的促进作用。
他们诗群中的代表作有韩东的《有关大雁塔》、《你见过大海》以及于坚的《尚义街六号》等，他们诗群的其他代表诗人还有有小海、丁当、刘立杆、朱文等。

## 相关连接
- 中国诗歌库
- 中国诗歌史（页面存档备份，存于）